# Lou Jean
 (octobre 2021).
Lou Jean, dite Lou, est une chanteuse et comédienne française, née le 27 janvier 2004  à Castres dans le Tarn.
Elle est connue pour avoir participé à la saison 3 de l'émission de télévision The Voice Kids en 2016 où elle a été découverte, pour son affiliation à la série télévisée d'animation Miraculous, pour son rôle de Betty Moreno dans la série télévisée Demain nous appartient sur TF1 ainsi que pour incarner Armande Béjart dans la comédie musicale Molière, le spectacle musical.

## Biographie

### Jeunesse
Lou Jean naît le 27 janvier 2004  à Castres, dans le Tarn. À l'âge de huit ans, elle commence à prendre des cours de chant, et de théâtre. Elle partage ses vidéos de reprises de chansons sur YouTube.

### The Voice Kids
En 2016, grâce à ses reprises, Lou Jean attire l'attention des producteurs de l'émission de télévision The Voice Kids sur TF1, qui lui proposent de participer à la saison 3. Elle accepte la proposition et participe à l'émission, où elle est coachée par la chanteuse Jenifer. Elle termine deuxième, derrière la jeune Manuela Diaz.

### Carrière

#### Lou(2017-2018)
Après The Voice Kids, Lou Jean a préparé son premier album. Sorti le 6 octobre 2017, il est porté par son premier single Toutes les chances du monde. Elle interprète par ailleurs le générique de la série télévisée Demain nous appartient (TF1), dans laquelle elle devient également comédienne dans le rôle de Betty Moreno,.
La même année, elle participe au projet Sardou et nous..., avec les Kids United, Nemo Schiffman, Angie Robba, Dylan, Ilyana et Thibault. Enfin, elle participe aussi au projet Enfoirés Kids.
En 2018, Lou part en tournée pour la première fois de sa carrière : elle chante notamment à L'Olympia le 25 mars, et à La Cigale le 9 décembre. Le 15 juin de la même année, elle sort une réédition de son album, avec quatre nouveaux titres : une reprise de M'en aller en duo avec Evan et Marco, Une fille du soleil (Mi Eldorado) en duo avec Adryano, le générique en anglais de Miraculous avec Lennikim ainsi que Maya Maya (Les jeux du miel), chanson extraite de Maya l'abeille 2, film dans lequel elle prête sa voix au personnage de Violette.

#### Danser sur tes mots(2019-2020)
Le 29 mars 2019, elle publie son deuxième album intitulé Danser sur tes mots, disponible en édition normale et collector, et porté par les titres Qui pourrait ?, Besoin d'air et Dans le bleu du ciel. Lou part en tournée pour la deuxième fois avec le Danser sur tes mots Tour, à compter de septembre 2019[source secondaire souhaitée].
Une troisième édition de l’album sort le 18 octobre comportant en bonus les singles Ce mur qui nous sépare en duo avec Lennikim, Miraculous (générique de la série Miraculous, les aventures de Ladybug et Chat Noir), également en duo avec Lennikim, N'importe quoi, Les Loups et Près du cœur.
À la suite de la pandémie de Covid-19 et du confinement, la dernière date du Danser sur tes mots Tour, initialement prévue le 15 mars 2020 à la bourse du travail à Lyon est reportée au 1er novembre 2020.
En 2020, Lou participe au projet Green Team aux côtés de Carla Lazzari, Erza Muqoli, la nouvelle génération des Kids United, et bien d'autres. Elle atteint également le million d'abonnés sur sa chaîne YouTube[source secondaire souhaitée].

#### Papillons(2021-2023)
En 2021, elle dévoile le single Ne me suis pas, une chanson écrite et composée par elle-même. Elle interprète le rôle de Capucine dans la saison 8 de la série Léo Matteï, diffusée sur TF1. Le 13 juillet de la même année, elle sort une chanson issue d'une collaboration avec Patxi Garat et nommée Y'a pas moyen, extraite de l'épisode Les perchés (dans lequel elle joue le rôle de Lola) de la série Joséphine, ange gardien. Elle sort un nouveau single, le 23 juillet, nommé Alors alors, écrit et composé avec Boulevard des Airs. Le 24 septembre, sort son nouvel album Papillons, dans lequel elle écrit et compose certaines de ses chansons. Le 12 octobre, sort le clip officiel de la chanson Vital, écrite et composée avec Raphael Zaoui et Ilan Rabaté du groupe Therapie Taxi.
Le 28 mai, Lou démarre sa troisième tournée : le Papillons Tour. Le lendemain, soit le 29 mai, elle chante à La Cigale à guichets fermés. En octobre, à la suite de sa participation à la comédie musicale Molière, le spectacle musical, la tournée est reportée au printemps 2023.

#### Molière, le spectacle musicalet indépendance musicale (depuis 2022)
En 2022, elle rejoint la comédie musicale Molière, l'opéra urbain où elle incarne le rôle d'Armande Béjart. La troupe joue cinq fois par semaine au Dôme de Paris de novembre 2023 jusqu'en février 2024 avant de partir en tournée dans toute la France jusqu'en 2025.
En 2023, elle est la voix française et anglaise chantée de Marinette Dupain-Cheng / Ladybug dans Miraculous, le film.
En 2024, Lou est invitée par NOVA (Dylan, des Kids United Nouvelle Génération), sur son single À bout de souffle. La même année, le 20 septembre 2024, elle signe son retour en solo, avec la chanson La fin de l'été, qu'elle sort en indé, et joue au Café de la Danse à guichets fermés les 25 et 26 octobre. Le 31 octobre, elle est invitée par Morgan, aux côté de Shaïna Pronzola, sur le titre Diaboliques.
En 2025, Lou annonce une mini-tournée En acoustique, composée de 4 dates (Lille, Toulouse, Bordeaux et de nouveau, le Café de la Danse à Paris). Certaines dates sont annulées (Lille, Toulouse et Bordeaux).
Elle sort le 6 juin 2025 son single Touche moi.

## Discographie

### Singles
- 2017 : Toutes les chances du monde
- 2017 : Demain (générique de la série Demain nous appartient)
- 2017 : À mon âge
- 2017 : Miraculous (avec Lennikim) (générique de la série Miraculous, les aventures de Ladybug et Chat Noir)
- 2018 : Une fille du soleil (Mi Eldorado) (avec Adryano)
- 2019 : Qui pourrait ?
- 2019 : Besoin d'air
- 2019 : Dans le bleu du ciel
- 2019 : Ce mur qui nous sépare (avec Lennikim) (générique 2 de la série Miraculous, les aventures de Ladybug et Chat Noir)
- 2020 : Donne-moi
- 2021 : Ne me suis pas
- 2021 : Y'a pas moyen
- 2021 : Alors alors
- 2021 : Vital
- 2023 : Plus fort ensemble (avec Elliott) (générique de Miraculous, le film)
- 2024 : La fin de l'été
- 2025 : Touche moi

### Participations

#### Albums et chansons
- 2017 : En chantant avec Dylan, Angie Robba et Nemo Schiffman et Je viens du Sud sur l'album Sardou et nous...
- 2018 : Tu jetteras des fleurs avec Natasha St-Pier sur l'album Aimer c’est tout donner – Thérèse de Lisieux de Natasha St-Pierre
- 2020 : Trois petits pas avec les Kids United Nouvelle Génération, Carla et Yun et Tout pour elle avec Sundy Jules sur l'album Green Team
- 2021 : C’est Noël sur l’album Noël et Nous
- 2023 : Rêver j'en ai l'habitude avec la troupe de Molière, le spectacle musical, On se moque avec PETiTOM, Aujourd'hui tout va bien avec PETiTOM et Vike, L'amour dont elle m'a privé avec Morgan et En aparté avec PETiTOM sur l'album Molière, le spectacle musical
- 2024 : À bout de souffle avec NOVA
- 2024 : Diaboliques avec Morgan et Shaïna Pronzola

#### Comédie musicale
- de 2023 à 2025 : Molière, l'opéra urbain : Armande Béjart

## Filmographie

### Doublage
- 2018 : Maya l'abeille 2 : Les Jeux du miel : Violette
- 2023 : Sacrées momies : Nefer
- 2023 : Miraculous, le film : Marinette Dupain-Cheng / Ladybug (voix chantée)

### Séries télévisées
- 2017-2021 : Demain nous appartient : Betty Moreno[16]
- 2021 : Léo Matteï, Brigade des mineurs : Capucine (saison 8 épisode 5 et 6)
- 2021 : Joséphine, ange gardien (saison 21, épisode Les perchés) : Lola

### Participations TV
- 2016 : The Voice Kids sur TF1
- 2017 : Enfoirés Kids sur TF1
- 2021 : Fort Boyard sur France 2
- 2022 : Le Meilleur Pâtissier Spécial célébrités (saison 5) sur Gulli

## Prix

### Récompenses
- 2023 : W9 d'Or
 - Spectacle musical original pour Molière, le spectacle musical

- 2024 : Trophées de la comédie musicale 
 - Trophée du public pour Molière, le spectacle musical
 - Trophée de la comédie musicale pour Molière, le spectacle musical

### Nominations
- 2024 : 35e cérémonie des Molières
 - Molière du spectacle musical pour Molière, le spectacle musical